# Lista de capítulos de As Memórias de Vanitas
O mangá As Memórias de Vanitas, escrito e ilustrado por Jun Mochizuki, é publicado mensalmente pela revista Gangan Joker, pertencente à empresa Square Enix. Sua serialização teve início em 22 de dezembro de 2015 e conta com onze volumes em formato tankōbon até o momento. Ainda não há publicação oficial em língua portuguesa.

## Volumes 1-9
| - Mémoire 1: Vanitas - Mémoire 2: Noé - Mémoire 3. Jeanne - Mémoire 4. Femme fatale |

| - Mémoire 5. Archiviste - Mémoire 6. Altus - Mémoire 7. Bal Masqué - Mémoire 8. Louis - Mémoire 9. Reminiscence - Mémoire 10. Salvatio |

| - Mémoire 11: Point of departure - Mémoire 12: Pause - Mémoire 13: Glissando - Mémoire 14: Catacombes - Mémoire 15: Chasseurs |

| - Mémoire 16: Galop - Mémoire 17: Cicatrice - Mémoire 18: Dos à Dos - Mémoire 19: Serment - Mémoire 20: Serment (Part one) - Mémoire 21: Serment (Part two) |

| - Mémoire 22: Hurler - Mémoire 23: Au Pas Camarade - Mémoire 24: Forêt d'argent - Mémoire 25: Endroit Approprié - Mémoire 26: Dissonance - Mémoire 27: Cage de Neige - Entr'acte: Chambre D'Enfants |

| - Mémoire 28: Dal Segno - Mémoire 29: Château de Sorcière - Mémoire 30: Strascinando - Mémoire 31: Oiseau et Ciel - Mémoire 32: Visiteur - Mémoire 33: Cauchemar - Mémoire 34: Jean-Jacques (Part one) - Mémoire 34.5: Jean-Jacques (Part two) |

| - Mémoire 35: Louisette - Mémoire 36: Chasse aux Vampires - Mémoire 37: Vengeance - Mémoire 38: Naenia (Part one) - Mémoire 38.5: Naenia (Part two) - Mémoire 39: Poupée Fissurée - Mémoire 40: Avec Toi |

| - Mémoire 41: Canorus - Mémoire 42: Encore un fois - Mémoire 43: Encens restant - Mémoire 44: Mal d'Amour (Part one) - Mémoire 45: Mal d'Amour (Part two) - Mémoire 46: Un autre |

| - Entr'acte: Jours Bruyants - Mémoire 47: Hétérogène - Mémoire 48: Rencontre - Mémoire 49: Douleur - Mémoire 50: Petrichor - Mémoire 51: Tempest |

| - Mémoire 52: Sens unique - Mémoire 53: Pleuvoir - Mémoire 54: La nuit sans lune |